# Mauzac-et-Grand-Castang
 Mauzac-et-Grand-Castang  (en occitano Mausac e Grand Castanh) es una población y comuna francesa, situada en la región de Aquitania, departamento de Dordoña, en el distrito de Bergerac y cantón de Lalinde.

## Demografía
| 814 | 761 | 688 | 772 | 958 | 868 |
| Para los censos de 1962 a 1999 la población legal corresponde a la población sin duplicidades (Fuente: INSEE [Consultar]) |     |     |     |     |     |